# Podgora, Žabljak
Podgora este un sat din comuna Žabljak, Muntenegru. Conform datelor de la recensământul din 2003, localitatea are 115 locuitori (la recensământul din 1991 erau 135 de locuitori).

## Demografie
În satul Podgora locuiesc 101 persoane adulte, iar vârsta medie a populației este de 47,3 de ani (46,9 la bărbați și 47,7 la femei). În localitate sunt 42 de gospodării, iar numărul mediu de membri în gospodărie este de 2,74.
Populația localității este foarte eterogenă.
|  |

| Demografie | Demografie | Demografie |
| An         | Locuitori  | Locuitori  |
| ---------- | ---------- | ---------- |
|            |            |            |
|            |            |            |
|            |            |            |
|            |            |            |
| 1948       | 480        |            |
| 1953       | 400        |            |
| 1961       | 306        |            |
| 1971       | 281        |            |
| 1981       | 229        |            |
| 1991       | 135        | 135        |
| 2003       | 121        | 115        |

| \| Componența etnică conform recensământului din 2003[2] \| Componența etnică conform recensământului din 2003[2] \| Componența etnică conform recensământului din 2003[2] \| Componența etnică conform recensământului din 2003[2] \| Componența etnică conform recensământului din 2003[2] \| \| ----------------------------------------------------- \| ----------------------------------------------------- \| ----------------------------------------------------- \| ----------------------------------------------------- \| ----------------------------------------------------- \| \| \| \| \| \| \| \| Sârbi \| Sârbi \| \| 63 \| 54,78% \| \| Muntenegreni \| Muntenegreni \| \| 48 \| 41,73% \| \| Sloveni \| Sloveni \| \| 2 \| 1,73% \| \| Rusi \| Rusi \| \| 1 \| 0,86% \| \| necunoscută \| necunoscută \| \| 0 \| 0% \| |              |  |    |        |
| Componența etnică conform recensământului din 2003 |              |  |    |        |
| |              |  |    |        |
| Sârbi | Sârbi        |  | 63 | 54,78% |
| Muntenegreni | Muntenegreni |  | 48 | 41,73% |
| Sloveni | Sloveni      |  | 2  | 1,73%  |
| Rusi | Rusi         |  | 1  | 0,86%  |
| necunoscută | necunoscută  |  | 0  | 0%     |